# Megan Neyer
Megan Neyer, (11 de junho de 1962) é uma ex-saltadora ornamental estadunidense que competiu em provas de saltos ornamentais por seu país.
Em 1980, Neyer teve cortada a oportunidade de participar de uma edição olímpica, devido ao boicote aos Jogos de Moscou. Quatro anos mais tarde, em Los Angeles, acabou por não se classificar para integrar a equipe nacional. Nesse meio tempo, tornou-se a primeira campeã mundial norte-americana do trampolim de 3 m, na edição de Guayaquil, no Equador, em 1982. Até o ano de 2009, nenhuma compatriota havia vencido essa prova novamente. Apesar do feito, também nunca conquistou uma medalha continental, embora seja detentora de quinze medalhas nacionais. Em 1997, foi inserida no International Swimming Hall of Fame.